# 김초향
김초향(金楚香, 1900년 ~ 1983년)은 대한민국의 판소리 명창이다. 대구에서 태어났다. 광무대 극장에 들어가 가무를 배웠고 김창환, 송만갑의 가르침을 받아 대성하였으며, 이화중선과 더불어 당대 여성 명창의 쌍벽을 이루었다. 그 중에서 흥보가를 잘 불렀다. 